# Priolepis sticta
Priolepis sticta és una espècie de peix de la família dels gòbids i de l'ordre dels perciformes.
Els adults poden assolir els 2,3 cm de longitud total. Es troba a Flores (Indonèsia).